# Geopolitica (rivista 1939)
Geopolitica. Rassegna mensile di geografia politica, economica, sociale, coloniale fu la prima rivista italiana di geopolitica, nata nel 1939 per iniziativa di Giuseppe Bottai. Animatori scientifici e direttori furono i docenti universitari Ernesto Massi e Giorgio Roletto.
Nel sottotitolo era definita una Rassegna mensile di geografia politica, economica, sociale, coloniale.
"Essa intendeva affermare un autonomo pensiero geografico nazionale e indicare vie e ragioni dell'imperialismo italiano". Diede spazio a saggi ed articoli che definivano la geopolitica e i suoi oggetti di studio, argomenti allora ancora poco diffusi in Italia. Il primo numero della rivista riportò uno scritto di saluto del noto geopolitico tedesco Karl Haushofer.
Fu edita fino al 1942 a Milano da Sperling & Kupfer S.A.